# Wadhurst
Wadhurst è un paese di 4 818 abitanti della contea dell'East Sussex, in Inghilterra.